# Oscar Lüthy

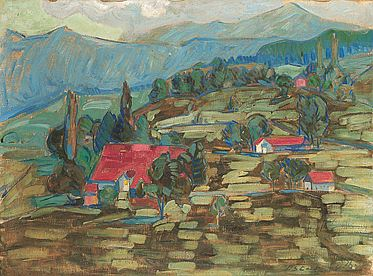
Paysage avec maisons et arbres

Oscar Lüthy (né le 26 juin 1882 à Berne et mort le 1er octobre 1945 à Zurich) est un peintre suisse. Il co-fonde le « Moderne Bund » à Weggis avec Jean Arp et Walter Helbig.

## Biographie
Oscar Wilhelm Lüthy (parfois Oskar) étude d'abord l'architecture à l'École des arts appliqués (Kunstgewerbeschule) de Berne. De 1903 à 1907, il réside dans le Valais où, après de premières tentatives de peinture, il se tourne vers la peinture en extérieur. Il suit ensuite des cours de peinture avec Hans Lietzmann à Munich, où il découvre la peinture religieuse. En 1911, il co-fonde le groupe d'artistes « Moderne Bund » avec Jean Arp et Walter Helbig à Weggis (canton de Lucerne) avec lesquels il participe à trois expositions jusqu'en 1913, dont la manifestation de 1912 au Kunsthaus Zurich. Après des études en Italie et à Paris, il s'installe à Zurich.
De 1918 à 1920, il participe aux expositions de l'association d'artistes « Das Neue Leben » fondée à Bâle. En 1920, il signe le manifeste dada de Richard Huelsenbeck. Grâce à sa relation avec le peintre Otto Meyer-Amden, il se tourne vers l'anthroposophie et le mysticisme chrétien. En 1925, le musée de la ville de Dresde achète son tableau Madonna, œuvre plus tard confisquée par les Nazis à Dresde et exposée en 1933 dans la cour intérieure du nouvel hôtel de ville de Dresde à l'exposition d'art dégénéré, et présentée dans huit autres villes allemandes. En 1937, la peinture de Lüthy est accrochée aux cimaises de Munich lors de la grande exposition du même nom sur le mur sud de la salle n° 1, avec des tableaux de Karl Schmidt-Rottluff et Emil Nolde. On ne sait pas aujourd'hui où se trouve ce tableau. Lüthy a reçu de nombreuses commandes d'institutions ecclésiastiques en Suisse, sa dernier œuvre majeure est le retable de l'Église du Christ (Christuskirche) à Oerlikon (1941-1942).

## Œuvres dans les collections publiques
- Aargauer Kunsthaus, Aarau
- Musée d'art de Berne
- Kunsthaus Glarus
- Musée d'art de Saint-Gall
- Kunsthaus Zurich